# Takayuki Tanii
Takayuki Tanii (Namerikawa, Japón, 14 de febrero de 1983) es un atleta japonés, especialista en la prueba de 50 km marcha, con la que ha logrado ser campeón mundial en 2015.

## Carrera deportiva
En el Mundial de Pekín 2015 gana la medalla de bronce en los 50 km marcha, quedando situado en el podio tras el eslovaco Matej Tóth y el australiano Jared Tallent.